# تشانغ لينغ (مؤلفة)
تشانغ لينغ (بالصينية: 張翎) (1957)؛ روائية صينية.